# Исаев, Иван Исаевич
Иван Исаевич Исаев (1751 — после 1803) — русский прозаик-переводчик конца XVIII века.

## Биография
Сын пономаря. С 1757 года обучался в Александро-Невской духовной семинарии и в 1767 был назначен «инспектором» (помощником префекта из семинаристов). С 1782 года преподавал «правила российского красноречия, грамматики и правописания» в Сухопутском шляхетском корпусе. Преподавательская деятельность Исаева прерывалась лишь в 1784—1788, когда он работал корректором в корпусной типографии. Иван Исаев перевел с лат. «Нравоучительную философию» (1783) Ф.-Х. Баумейстера.

## Переводы
- Перевёл с латинского «Нравоучительную философию в пользу юношества» (1783) Хр. Баумейстера, популяризатора метафизико-телеологической теории Лейбница — Вольфа о предустановленной гармонии мира. Книга использовалась в качестве учебника и неоднократно переиздавалась.
- Исаев также известен как популяризатор Карла Линнея, переводы сочинений которого он печатал в «Новых ежемесячных сочинениях» (1790—1791).